# Charles Ives
Charles Ives   (Danbury, 20 d'octubre de 1874 - Nova York, 19 de maig de 1954) va ser un dels primers compositors nord-americans en obtenir ressò internacional. Tot i això la seva música no va gaudir d'un gran reconeixement públic durant la seva vida i moltes de les seves obres no es van interpretar fins molts anys més tard d'haver estat escrites, gràcies a l'esforç de personatges com Henry Cowell i Lou Harrison.
Va ser un dels primers compositors del que s'anomena música experimental, amb tècniques musicals com la politonalitat, el poliritme, els grups de tons, els elements aleatoris i els quarts de to.La seva experimentació va prefigurar moltes innovacions musicals que després van ser adoptades àmpliament durant el segle xx.

## Biografia
Ives va néixer a Danbury, Connecticut, el 20 d'octubre de 1874 fill de George Edward Ives, que havia estat director d'una banda de músics de l'exèrcit, i de Mary Elizabeth Parmelee. Era una família acomodada que havia destacat en els negocis i que s'havia posicionat políticament entre els sectors progressistes de la societat de Danbury.

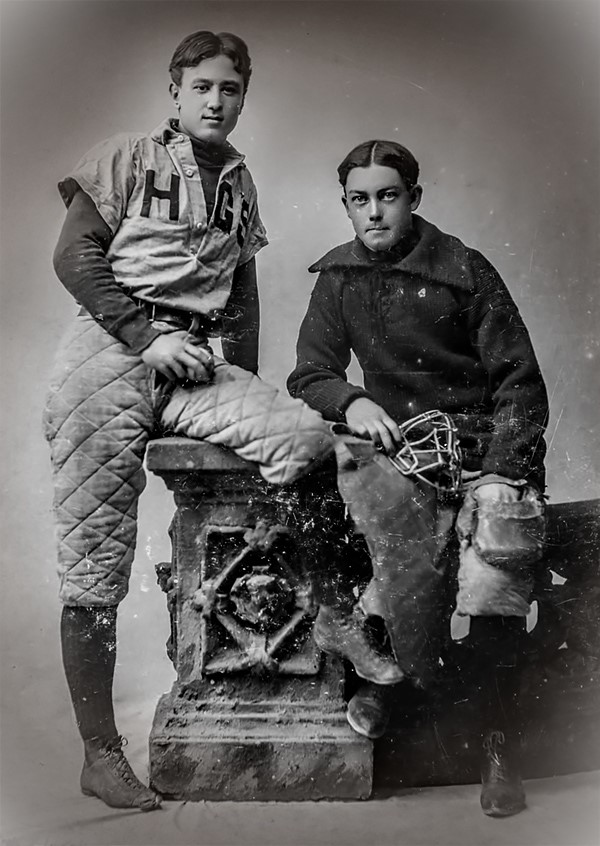
Charles Ives, esquerra, capità de l'equip de beisbol i llançador de la Hopkins Grammar School, de 18 anys (c. 1893)

El fet que George Ives hagués dirigit bandes, així com cors i orquestres va representar un accés natural a la formació musical per al seu fill Charles. Seria doncs el pare el seu primer mestre. Als 14 anys Charles Ives va esdevenir organista d'església i va començar a compondre els seus propis himnes i cançons per als oficis. El 1893 es va matricular a l'Escola Hopkins de New Haven, Connecticut i un any més tard, el setembre de 1894, ingressaria a la Universitat Yale, on esdevendria deixeble d'Horatio Parker. En aquests anys universitaris escriuria algunes de les seves primeres obres importants com Calcium Light Night i Yale-Princeton Football Game així com la seva Simfonia núm. 1, escrita com a tesi sota la tutela de Parker.
Poc després de graduar-se a Yale el 1898, va començar a treballar per una companyia d'assegurances de Nova York abans de fundar la seva pròpia corredoria amb el seu amic Julian Myrick. L'empresa es va anomenar Ives & Co. i més tard es convertiria en Ives & Myrick, on el compositor treballaria fins que es va jubilar. Va assolir una fama considerable a la indústria asseguradora de la seva època, i molts dels seus companys de negocis es sorprenien al saber que també era compositor. De fet, la composició era quelcom a què dedicava el seu temps lliure.
L'any 1907, Ives va patir el primer dels diversos "atacs de cor" (com els deien ell i la seva família) que va tenir al llarg de la seva vida. Aquests atacs poden haver estat d'origen psicològic més que físic. Després de la seva recuperació de l'atac de 1907, Ives va entrar en un dels períodes més creatius de la seva vida com a compositor. Va continuar sent un compositor prolífic fins que va patir un altre infart important el 1918, després del qual va compondre molt poc. La seva darrera peça, la cançó "Sunrise", va ser escrita l'agost de 1926. El 1922, havia publicat les seves 114 cançons, que són una mostra de la dimensió de la seva feina com a compositor: inclou cançons d'art, cançons que va escriure quan era jove i cançons molt dissonants com "The Majority". Segons la seva dona, Harmony Twichell, amb qui s'havia casat el 1908; un dia de principis de 1927, Ives va baixar amb llàgrimes als ulls dient que no podia compondre més perquè "res no sona bé". Tot i que Ives havia deixat de compondre i estava cada cop més afectat per problemes de salut, va continuar revisant i perfeccionant el seu treball anterior, així com supervisant les estrenes de la seva música.
Ives va morir d'un ictus el 1954 a la ciutat de Nova York. La seva vídua, que va morir el 1969 als 92 anys, va llegar els drets d'autor de la seva música a l'Acadèmia Americana d'Arts i Lletres pel premi Charles Ives.

## Carrera musical
La carrera i dedicació d'Ives a la música va començar quan va començar a tocar la bateria a la banda del seu pare a una edat jove. Ives va publicar una gran col·lecció de cançons, moltes de les quals tenien parts de piano. Va compondre dos quartets de corda i altres obres de música de cambra, encara que ara és més conegut per la seva música orquestral. La seva feina com a organista el va portar a escriure l'any 1891 Variacions sobre "Amèrica", que va estrenar en un recital celebrant el 4 de juliol.
El 1906, Ives va compondre Central Park in the Dark. També va compondre quatre simfonies numerades, així com una sèrie d'obres amb la paraula 'Symphony' en el títol, així com La pregunta sense resposta (1908), escrita per a trompeta, quatre flautes i quartet de corda. Al voltant de 1910, Ives va començar a compondre les seves obres més realitzades, com la Holiday Symphony i Three Places in New England. La Sonata per a piano núm. 2, Concord, Mass., coneguda com la Sonata Concord, va ser una de les seves peces més notables. Va començar a treballar-hi el 1911 i en va completar la major part el 1915. No obstant això, no va ser fins al 1920 que es va publicar la peça. La seva versió revisada no es va publicar fins al 1947. Aquesta peça conté un dels exemples més sorprenents de la seva experimentació. La peça també demostra àmpliament l'afició d'Ives a les citacions musicals : els primers compassos de la Simfonia núm. 5 de Ludwig van Beethoven estan citats en cada moviment. El catàleg de Sinclair també recull cites menys òbvies de la Hammerklavier Sonata de Beethoven i diverses altres obres.
Una altra peça notable de música orquestral que Ives va completar va ser la seva Simfonia núm 4. Hi va treballar des de 1910 fins a 1916. Aquesta simfonia de quatre moviments destaca per la seva complexitat i la seva gran orquestra. No es va fer una interpretació completa de l'obra fins al 1965, mig segle després de la seva finalització i més d'una dècada després de la mort d'Ives.

## Recepció

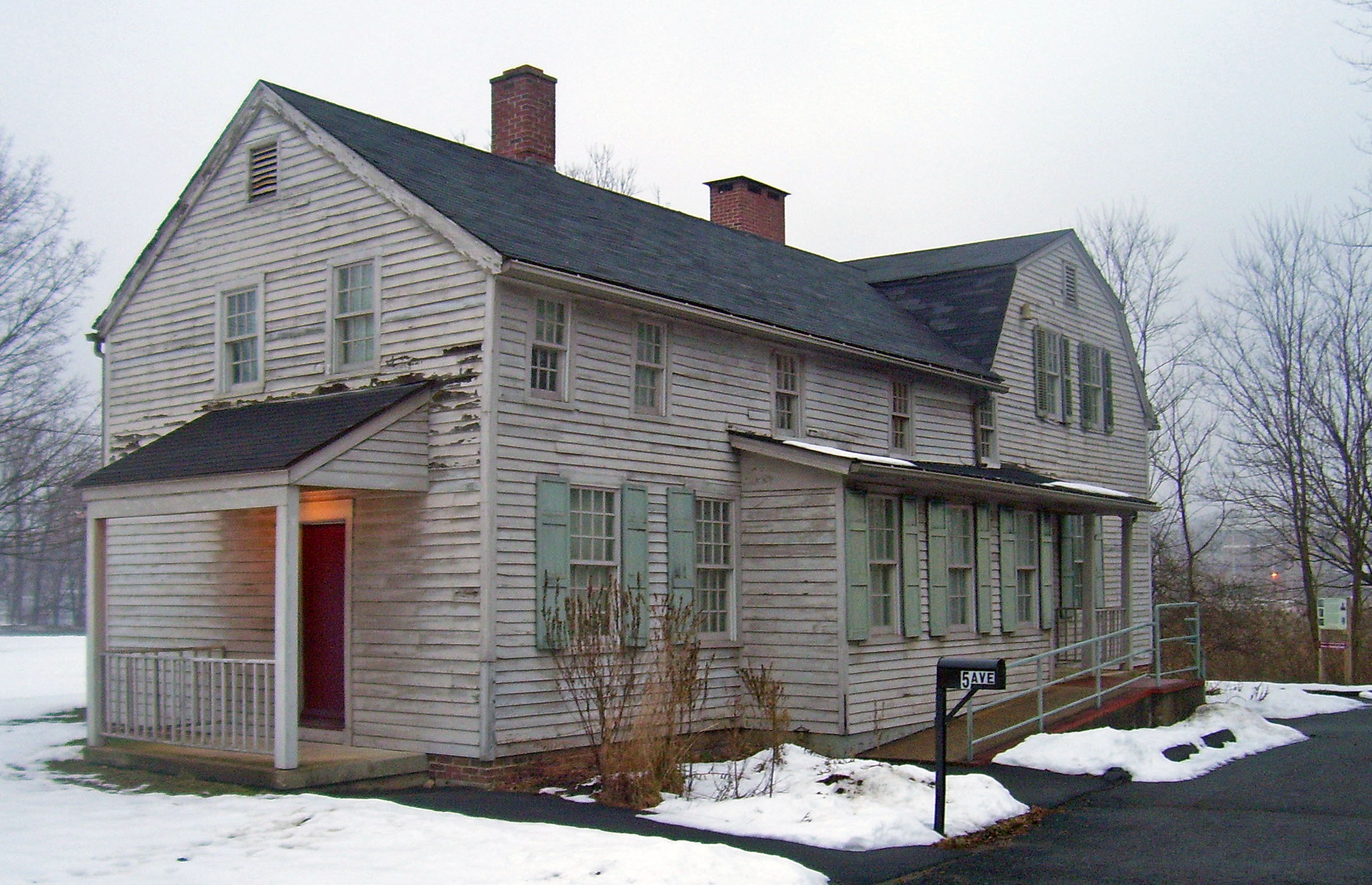
Casa de Charles Ives a Danbury, Connecticut

La música d'Ives va ser molt poc difosa durant la seva vida i, especialment, durant els anys en què va compondre activament. Moltes de les seves obres no es van interpretar fins anys després de la seva mort el 1954. No obstant això, la seva reputació en els últims anys ha augmentat molt. La Juilliard School va commemorar el cinquantè aniversari de la seva mort interpretant la seva música durant sis dies el 2004.
Els seus experiments musicals, inclòs el seu creixent ús de la dissonància, no van ser ben rebuts pels seus contemporanis. Les dificultats per interpretar les complexitats rítmiques de les seves principals obres orquestrals els van convertir en desafiaments desconcertants fins i tot dècades després de la seva composició. Els primers promotors de la música d'Ives van ser Henry Cowell, Elliott Carter i Aaron Copland. Un nombre important de les partitures d'Ives es publicaven a la revista New Music de Cowell. També seria reconegut per figures com Mahler, Schoenberg o Bernstein.

## Composicions
Nota: com que Ives sovint va fer diverses versions diferents de la mateixa peça, i com que la seva obra va ser generalment ignorada durant la seva vida, sovint és difícil posar dates exactes a les seves composicions. Les dates que s'indiquen aquí són de vegades les millors suposicions. També hi ha hagut especulacions controvertides que intencionadament va mal datar les seves pròpies peces abans o més tard del que realment es va escriure.
- Variacions sobre "Amèrica" per a orgue (1892)
- The Circus Band (una marxa que descriu l'arribada del circ a la ciutat)
- Configuració del salm (14, 42, 54, 67, 90, 135, 150) (dècada de 1890)
- Quartet de corda núm. 1, de l'Exèrcit de Salvació (1897–1900)
- Simfonia núm. 1 en re menor (1898–1901)
- Simfonia núm. 2 (Ives va donar dates de 1899–1902; l'anàlisi de l'escriptura i el manuscrit suggereix 1907–1909)
- Simfonia núm. 3, The Camp Meeting (1908–10)
- Central Park in the Dark per a orquestra de cambra (1906, 1909)
- La pregunta sense resposta per al grup de cambra (1908; rev. 1934)
- Sonata per a piano núm. 1 (1909–16)
- Concert d'Emerson (1913–19)
- The Gong on the Hook & Ladder (Desfilada de bombers al carrer principal) per a orquestra, Kv 28
- Tone Roads per a l'orquestra núm. 1, 'All Roads Lead To the Center' KkV38
- Un conjunt de 3 peces curtes, A, Kk W15, No 1 'Largo Cantabile – Himne per a quartet de corda i contrabaix
- Halloween per a quartet de corda, piano i bombo, Kw11
- Trio amb piano (c. 1909–10, rev. c. 1914–15)
- Sonata per a violí núm. 1 (1910–14; rev. c. 1924)
- Sonata per a violí núm. 4, Dia dels nens a la reunió del campament (1911–16)
- A Symphony: New England Holidays (1904–13)
- Obertura "Robert Browning" (1911–14)
- Simfonia núm. 4 (1912–18; rev. 1924–26)
- Quartet de corda núm. 2 (1913–15)
- Peces per a conjunt de cambra agrupades com a "Decorats", alguns anomenats Cartoons or Take Offs o Songs Without Voices (1906–18); inclou Calcium Light Night
- Three Places in New England (Conjunt orquestral núm. 1) (1910–14; rev. 1929)
- Sonata núm. 2 per a violí (1914–17)
- Sonata per a violí núm. 3 (1914–17)
- Set orquestral núm. 2 (1915–19)
- Sonata per a piano núm. 2, Concord, Mass., 1840–60 (1916–19) (revisada moltes vegades per Ives)
- Universe Symphony (incomplet, 1915–28, va treballar en simfonia fins a la seva mort el 1954)
- 114 cançons (compostes diversos anys 1887–1921, publicades el 1922.)
- Peces per a piano de tres quarts de to (1923–24)
- Set orquestral núm. 3 (incomplet, 1919–26, notes afegides després de 1934)